# The Young Turks

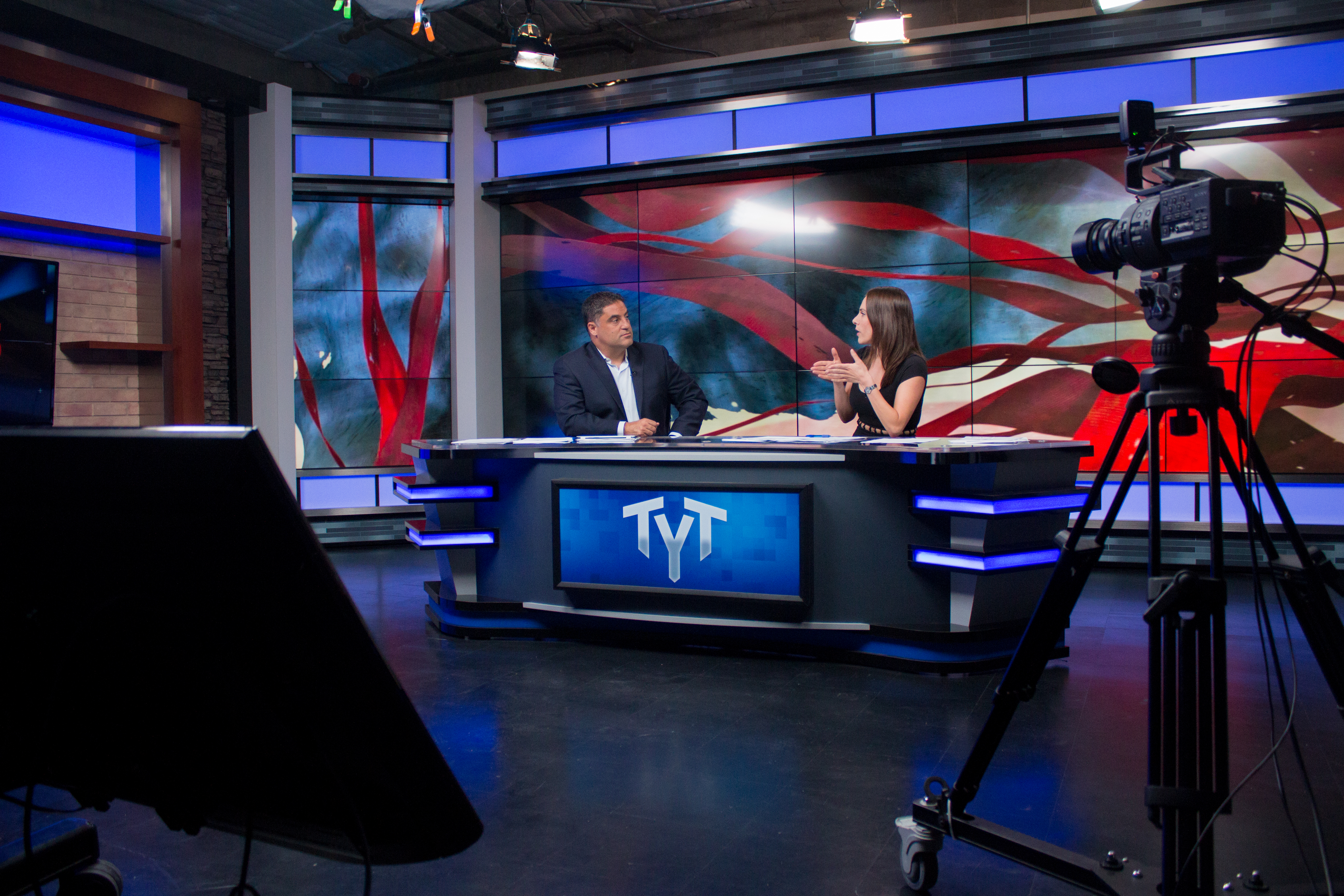
Cenk Uygur och Ana Kasparian på TYT, 23 juni 2015.

The Young Turks (TYT) är en amerikansk vänsterinriktad politisk talkshow med Cenk Uygur och Ana Kasparian som värdar. TV-serien och de associerade online-programmen ägs av ett företag med samma namn (The Young Turks LLC). TYT grundades 2002 av Uygur som en talkshow på Sirius Satellite Radio. Under primärvalen i USA 2016, inför presidentvalet, har showen och dess gäster tagit tydlig ställning för presidentkandidaten Bernie Sanders. 